# Antoine Gillet

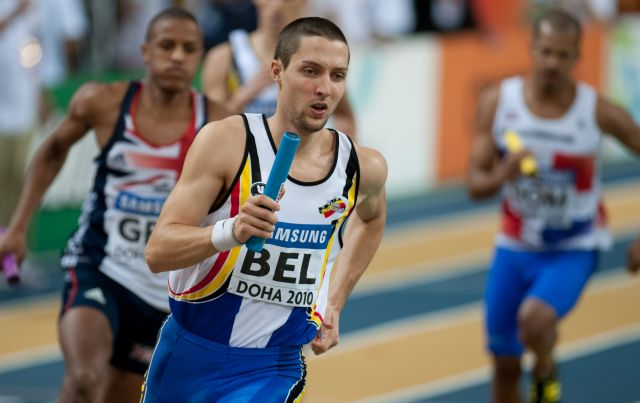
Antoine Gillet (2010)

Antoine Gillet (* 22. März 1988 in Bertrix) ist ein belgischer Sprinter, der sich auf den 400-Meter-Lauf spezialisiert hat.
2009 wurde er Vierter bei den U23-Europameisterschaften in Kaunas. Bei den Weltmeisterschaften in Berlin gehörte er zur belgischen Mannschaft, die in der 4-mal-400-Meter-Staffel auf den vierten Platz kam. Im Jahr darauf gewann er bei den Hallenweltmeisterschaften in Doha mit der belgischen Stafette Silber. Bei den Europameisterschaften in Barcelona trug er mit einem Einsatz im Vorlauf zum Bronzemedaillengewinn des belgischen Teams bei. Bei den Weltmeisterschaften 2011 wurde er mit der Staffel Fünfter. 2012 gewann dann die belgische Staffel mit Gillet als Startläufer sowie Jonathan Borlée, Jente Bouckaert und Kevin Borlée in 3:01,09 min den Titel bei den Europameisterschaften in Helsinki.
Antoine Gillet ist 1,85 m und wiegt 76 kg. Er wird von François De Bruycker trainiert und startet für den Brüsseler Verein RESC.

## Persönliche Bestzeiten
- 200 m: 21,23 s, 2. August 2009, Lede-Oordegem
- 400 m: 46,03 s, 17. Juni 2012, Brüssel
  - Halle: 46,95 s, 29. Januar 2011, Luxemburg